# Wisselmeerderheid
Een wisselmeerderheid is een alternatieve meerderheid bij een stemming in een parlement die ontstaat wanneer niet alle regeringspartijen een wetsvoorstel goedkeuren, maar hiervoor een andere meerderheid in het parlement gevonden wordt. Een of meer partijen uit de regerende meerderheid zoeken dan steun bij een of meer partijen uit de oppositie. Deze nieuw gevormde meerderheid kan dan een voorstel goedkeuren waar niet alle partijen van de regerende meerderheid achter staan. Hierdoor kan mogelijk een breuk in de coalitie ontstaan.
Dit komt voor bij een parlementair systeem waar in beginsel een meerderheid in het parlement moet worden gevonden voor de regering. In een (semi-)presidentieel systeem kan er doorgaans sowieso een verschil zijn tussen de partij van de president en de meerderheid in het parlement (cohabitation of divided government).

## België
Bij een wisselmeerderheid gaat het normaliter om een wetsvoorstel (ingediend door parlementsleden) en niet om een wetsontwerp (ingediend door de regering).
Een wisselmeerderheid komt af en toe voor, in het geval van ethische of andere fundamentele kwesties.
- Een concreet geval deed zich voor in 1990, bij de stemming van de wet om abortus wettelijk te regelen. De wet werd in beide kamers met een meerderheid goedgekeurd, ondanks dat de christendemocratische partijen tegen stemden. Hun socialistische regeringspartners in de regering-Martens VIII vormden een wisselmeerderheid met de oppositie, voornamelijk de liberale partijen, om abortus onder bepaalde voorwaarden niet strafbaar te maken.[2]
- Ook het migrantenstemrecht werd in 2004 goedgekeurd met tegenstem van regeringspartij VLD.
- In 2014 werd een uitbreiding van de euthanasiewet naar oordeelsbekwame minderjarigen in de Kamer goedgekeurd met steun van de oppositiepartijen N-VA en Groen en zonder steun van regeringspartij CD&V.[3]

Een wisselmeerderheid komt vaker voor tijdens een periode van lopende zaken of op het einde van een legislatuur.
Ook in gemeenteraden kan een wisselmeerderheid voorkomen, wanneer oppositieleden een voorstel steunen samen met een deel van het gemeentebestuur. Eind 2023 keurde een wisselmeerderheid in Zwijndrecht de gemeentefusie met Beveren en Kruinbeke goed.